# Marcus Baggesen
Marcus Baggesen, född 17 juli 2003, är en dansk fotbollsspelare som spelar i IFK Norrköping. IFK är Baggesens första klubb på seniornivå efter att han tidigare har tillhört Silkeborgs och Vendsyssels akademier.